# Pardon des Islandais (Paimpol)

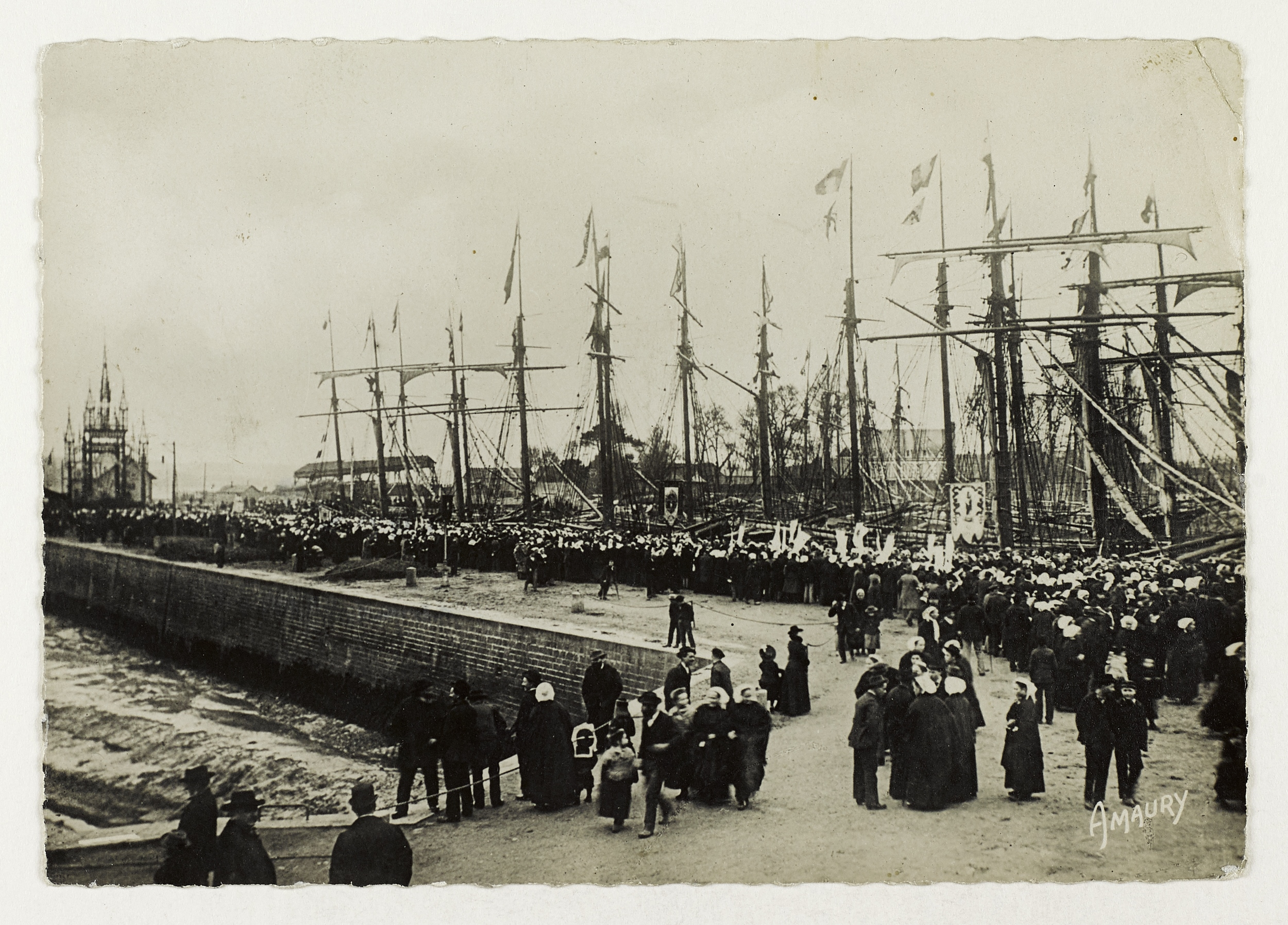
Vue du port de Paimpol un jour de pardon : à droite de la jetée, les goélettes sont décorées de fanion. Au bout de la jetée, la procession est réunie devant le reposoir supportant une statue de la Vierge Marie.

Le pardon des Islandais à Paimpol est l’une des cérémonies du pardon pratiquées sur la côte bretonne. Il se tient pour la première fois en 1855, soit trois ans après que la ville de Paimpol a envoyé ses premiers navires pêcher la morue en Islande, et est recensé comme la plus ancienne cérémonie des pardons en Bretagne.
Les cérémonies du pardon sont des célébrations religieuses traditionnelles catholiques et des fêtes maritimes qui se sont déroulées aux XIXe et XXe siècles. Leur but était de protéger les marins qui partaient pêcher la morue dans les eaux de Terre-Neuve, au Canada.

## Définition
Dans la religion judéo-chrétienne, le pardon est un acte de miséricorde qui « rétablit l’homme dans sa relation d’amour avec [Dieu] » après un péché notamment. Chez les catholiques, le pardon peut prendre la forme d’un pèlerinage religieux, surtout en Bretagne : une fête populaire a alors lieu à cette occasion. Événements pluriels et polymorphes, les pardons allient aspects cultuels et culturels où la fête et le sacré s’entremêlent. Ils sont indissociables des chapelles et des saints qu’ils célèbrent.
Les pardons, aux côtés des bénédictions et des fêtes de la mer, sont des rendez-vous de type traditionnel, des fêtes qui maintiennent et transmettent des traditions culturelles et religieuses issues des sociétés maritimes d’antan.
Depuis 2020, les pardons sont inscrits à l'Inventaire national du Patrimoine culturel immatériel, géré par le ministère de la Culture.

## Histoire
Les marins bretons s’aventurent dans l’Atlantique nord depuis au moins la fin du Moyen Âge. D’une tradition ancienne à un déclin inévitable, l’aventure paimpolaise de la pêche à la morue connaît deux grandes périodes : la première, autour de Terre-Neuve, perdure jusqu’au début du XXe siècle ; la seconde, en Islande, qui lui est en partie concomitante sur à peine un siècle, prend fin dans les années 1930, après que l’Islande ait fermé ses eaux territoriales aux étrangers.
Dans la seconde moitié du XIXe siècle, la communauté maritime, sous l’impulsion des armateurs de bateaux, accorde une visibilité sans précédent aux rituels de protection ainsi qu’à la foi du marin. Le métier de la pêche morutière est risqué et les causes de décès peuvent être multiples. Une mort à distance et l’absence de tombe où les proches pourraient se recueillir sont des perspectives angoissantes. Et, si l’idée même de l’évanouissement du corps dans les flots est terrifiante pour une population chrétienne qui croit en la nécessité d’une sépulture pour la résurrection au jour du Jugement dernier, il n’en reste pas moins qu’elle est également socialement suspecte : en l’absence de dépouille, rien ne prouve que l’homme soit, en vérité, passé de vie à trépas. Des fêtes votives sont alors mises en place dans les grands ports morutiers. Les célébrations familiales, corporatives et religieuses reconstituent rituellement les équipages tout en faisant du pêcheur morutier un héros prêt à se sacrifier, tant pour sa famille que pour la grandeur de sa patrie et de son économie.
Dans la première moitié du XXe siècle, l’adoption du chalutage, qui se substitue progressivement aux voiliers et à la pêche en doris, s’est accompagnée d’une nette amélioration des conditions de travail et de vie, de sécurité, d’hygiène et de santé à bord des navires. Pour autant, la crainte de la disparition en mer reste profondément ancrée dans la culture des gens de la mer et les protections rituelles et collectives, tels les pardons, restent structurantes pour la société, et ce jusqu’à la disparition des morutiers.
Instauré en 1855, le pardon des Islandais est provisoirement supprimé en 1871, avant d’être rétabli de 1883 à 1904. Le pardon est ensuite remplacé par une fête profane des Islandais et du commerce.
Aujourd’hui, la fête des Islandais se déroule courant juillet. Elle ne revêt plus comme autrefois le caractère dramatique des bénédictions des hommes et des bateaux, mais subsistent l’hommage aux marins, la messe du pardon, la procession de la statue de la Vierge couronnée d’or et l’immersion d’une gerbe dans le port. S'ensuit généralement un défilé de la gare vers le port de Paimpol, avec cercles celtiques, danses traditionnelles et bagadoù.

## Déroulement de la cérémonie
Le deuxième dimanche du mois de février, le pardon des Islandais donne lieu à une grande procession au cours de laquelle la statue de la Vierge est portée sur un brancard jusqu’à un reposoir néogothique orné d’accessoires maritimes construit à l’extrémité de la jetée du port. Elle se termine par une bénédiction des bateaux.

Après la cérémonie, chaque goélette paimpolaise ayant embarqué 20 à 15 hommes, la flottille appareille mi-février pour une campagne de six à huit mois.

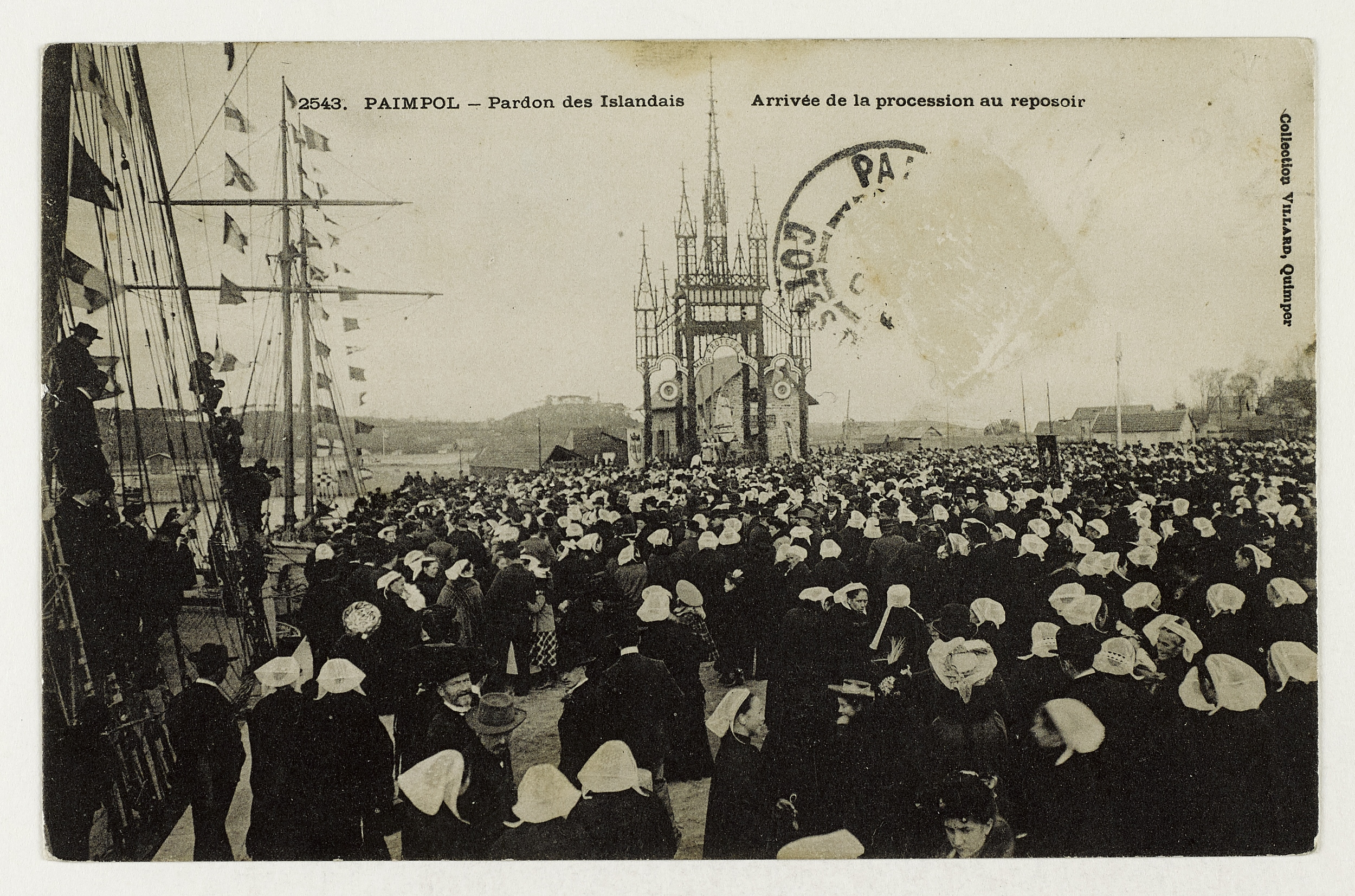
La procession arrive au reposoir de la Vierge sur le port de Paimpol.
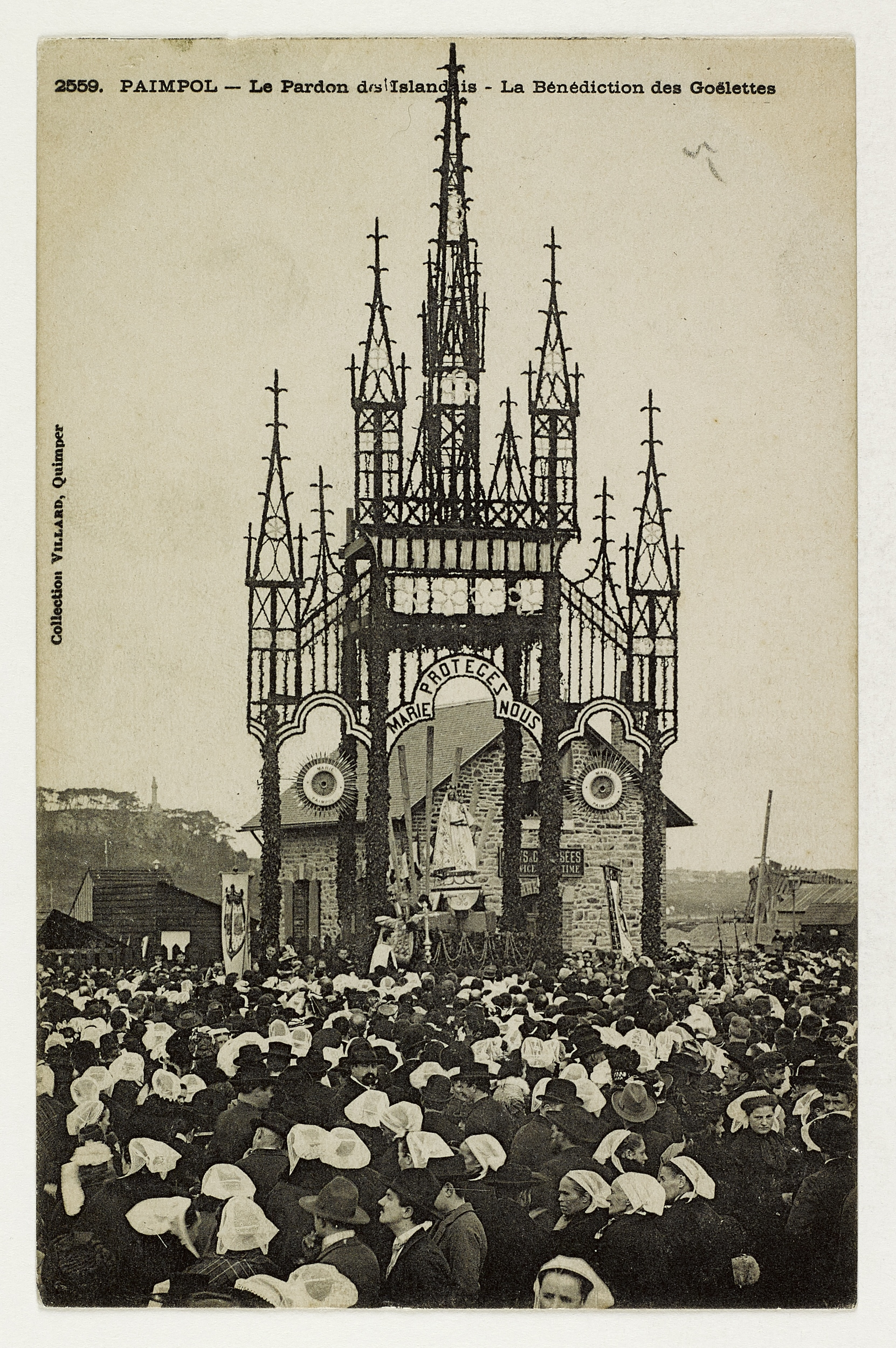
La foule est réunie devant le reposoir de la Vierge, un grand autel dont la forme reprend l'architecture d'une église de style néogothique et sur lequel figure une statue de la Vierge Marie.
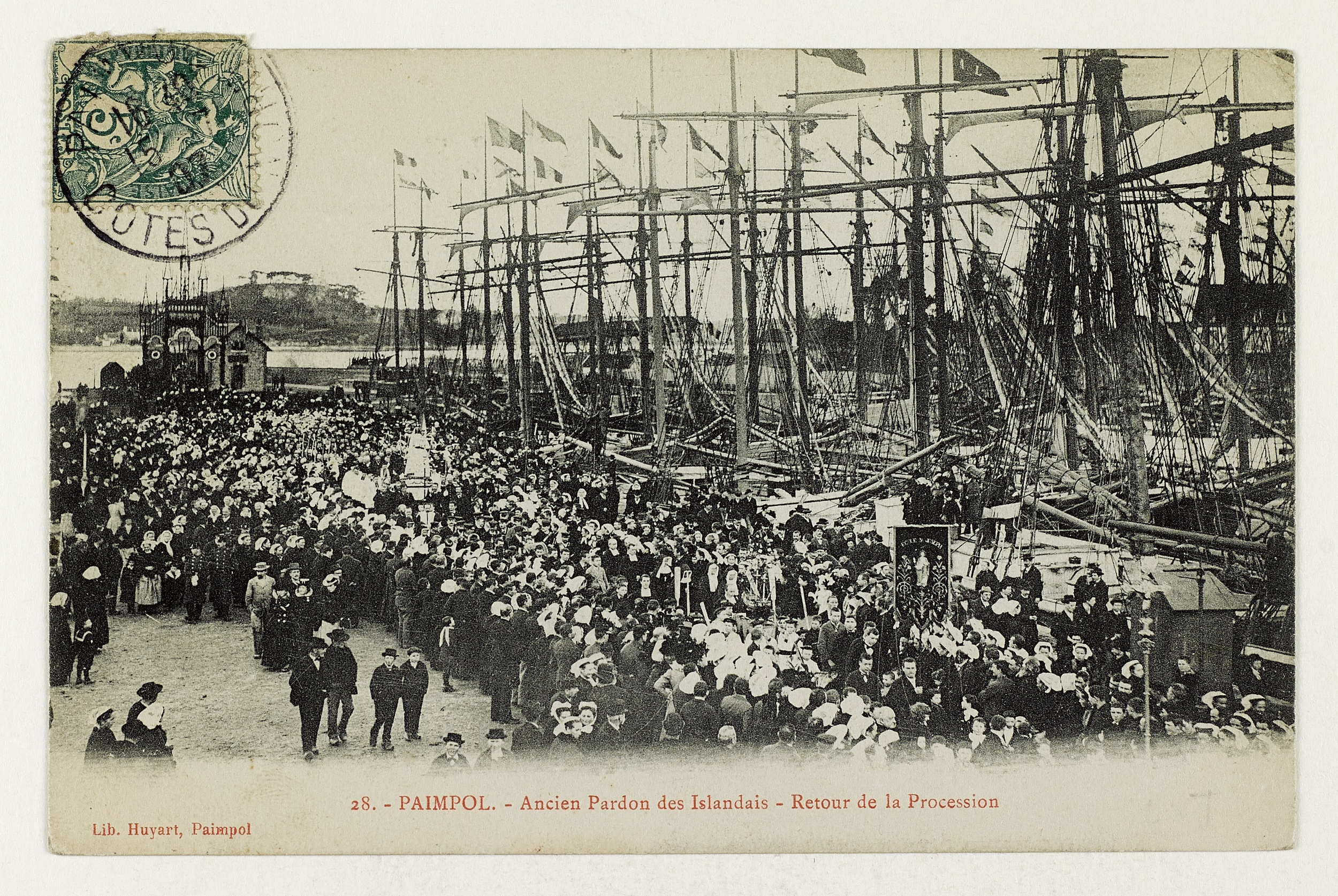
Après la bénédiction des bateaux prononcée sur le port, la procession repart.

## Mentions du pardon des Islandais

### Littérature

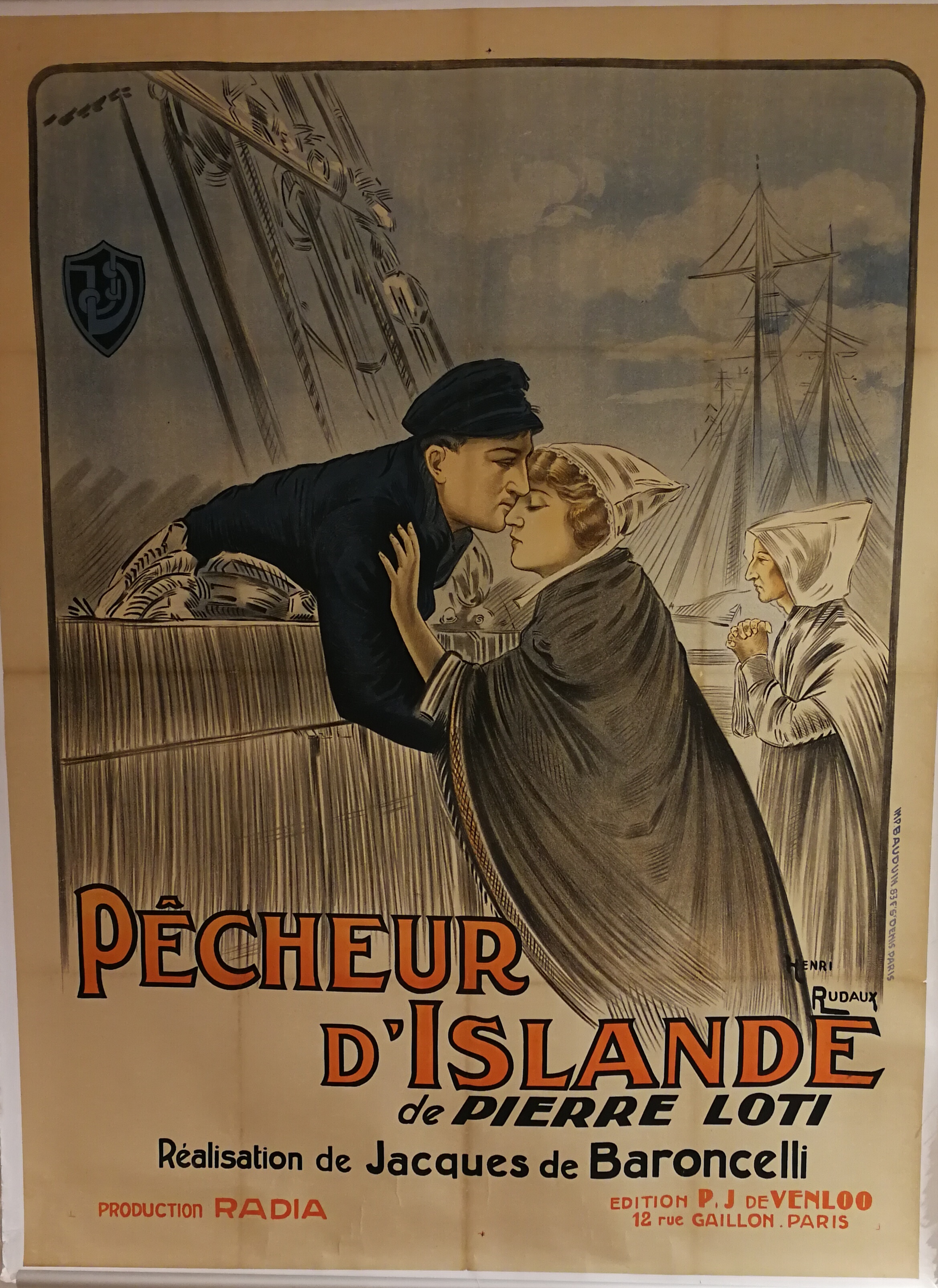
Affiche réalisée par Henri-Edmond Rudaux pour une adaptation en film du roman Pêcheur d'Islande de Pierre Loti.

Dans son roman Pêcheur d'Islande publié en 1893, Pierre Loti évoque à plusieurs reprises le pardon des Islandais. On ne sait pas avec certitude si l'auteur a assisté au pardon des Islandais, même si on peut le supposer.

« La première fois qu'elle l'avait aperçu, lui, ce Yann, c'était le lendemain de son arrivée, au pardon des Islandais, qui est le 8 décembre, jour de la Notre-Dame de Bonne-Nouvelle, patronne des pêcheurs, un peu après la procession, les rues sombres encore tendues de draps blancs sur lesquels étaient piqués du lierre et du houx, des feuillages et des fleurs d'hiver.
À ce pardon, la joie était lourde et un peu sauvage, sous un ciel triste. Joie sans gaîté, qui était faite surtout d'insouciance et de défi de vigueur physique et d'alcool ; sur laquelle pesait, moins déguisée qu'ailleurs, l'universelle menace de mourir. »

Dans cet extrait, le jour du pardon des Islandais est indiqué le 8 décembre, jour de la Notre-Dame de Bonne-Nouvelle, patronne des pêcheurs, tandis que dans le catalogue de l’exposition Terre Neuve / Terre-Neuvas, Philippe Petout et Clément Tessier écrivent que le pardon a lieu le deuxième dimanche du mois de février. Il existerait ainsi plusieurs pardons des Islandais à Paimpol, puisque chaque pardon est généralement dédié à un·e saint·e.

« Paimpol, le dernier jour de février, veille du départ des pêcheurs pour l'Islande. Gaud se tenait debout contre la porte de sa chambre, immobile et devenue très pâle. C'est que Yann était en bas, à causer avec son père. Elle l'avait vu venir, et elle entendait vaguement résonner sa voix. Ils ne s'étaient pas rencontrés de tout l'hiver, comme si une fatalité les eût toujours éloignés l'un de l'autre. Après sa course à Pors-Even, elle avait fondé quelque espérance sur le pardon des Islandais, où l'on a beaucoup d'occasions de se voir et de causer, sur la place, le soir, dans les groupes. Mais, dès le matin de cette fête, les rues étant déjà tendues de blanc, ornées de guirlandes vertes, une mauvaise pluie s'était mise à tomber à torrents, chassée de l'ouest par une brise gémissante; sur Paimpol, on n'avait jamais vu le ciel si noir. »

### Musique

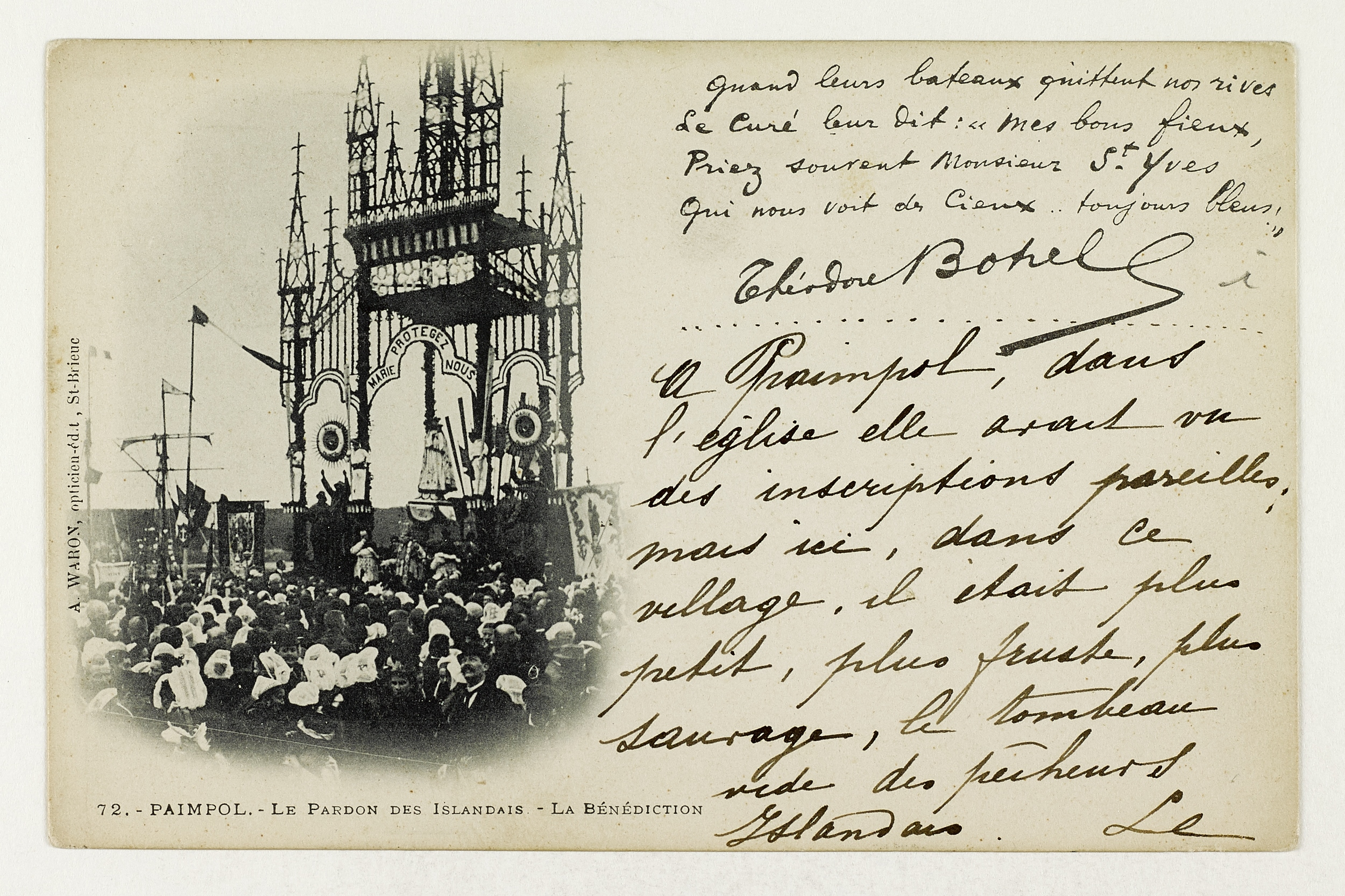
Carte postale de la bénédiction du pardon des Islandais, comprenant quelques vers de Théodore Botrel.

Le chansonnier breton Théodore Botrel (1868-1925), célèbre pour avoir écrit La Paimpolaise en 1895, ne se rend pourtant à Paimpol qu’en 1897 ; il assiste alors au pardon des Islandais.

### Culture et société
Le pardon des Islandais a fait l’objet d'une présentation dans l’exposition Terre-Neuve / Terre-Neuvas, le temps de l'absence, présentée au musée d’art et d'histoire de Saint-Brieuc du 19 octobre 2013 au 19 avril 2014, en partenariat avec le musée de Bretagne de Rennes, le musée d'histoire de Saint-Malo et le musée du Vieux Granville à Granville.